# Усть-Теленгуй
Усть-Теленгуй — село в Шилкинском районе Забайкальского края России. Административный центр сельского поселения «Усть-Теленгуйское».

## География
Село находится в юго-восточной части района, на левом берегу реки Онон, вблизи места впадения в неё реки Теленгуй, на расстоянии примерно 32 километров (по прямой) к юго-юго-западу (SSW) от города Шилки. Абсолютная высота — 530 метров над уровнем моря.
Климат
Климат характеризуется как резко континентальный, с продолжительной холодной зимой и коротким тёплым летом. Среднегодовая температура воздуха составляет −2,7 — −1,6 °С. Средняя многолетняя температура самого холодного месяца (января) составляет −29 — −25 °С (абсолютный минимум — −51 °С), температура самого тёплого (июля) — 18 — 20 °С (абсолютный максимум — 40 °С). Среднегодовое количество осадков — 350 мм. Продолжительность безморозного периода составляет 110 дней.
Часовой пояс
Село Усть-Теленгуй находится в часовой зоне МСК+6. Смещение применяемого времени относительно UTC составляет +9:00.

## История
Основано в 1734 году казаками как пограничный караул. С 1851 года в составе пеших формирований Забайкальского казачьего войска. В период с 1872 по 1918 годы являлось центром станицы Усть-Теленгуйской 3-го военного отделения ЗКВ. В 1930 году, в ходе коллективизации, была организована сельскохозяйственные артели «Трактор» (позднее — колхоз имени XX партсъезда) и «Теленгуйская».

## Население
| 2010 | 2021 |
| ---- | ---- |
| 513  | ↘441 |

Половой состав
По данным Всероссийской переписи населения 2010 года в гендерной структуре населения мужчины составляли 47 %, женщины — соответственно 53 %.
Национальный состав
Согласно результатам переписи 2002 года, в национальной структуре населения русские составляли 100 % из 620 чел.

## Инфраструктура
Функционируют средняя школа — сад, детский сад, Дом культуры, библиотека и фельдшерско-акушерский пункт.